# Олд-Кроу
Олд-Кроу (англ. Old Crow) — населённый пункт без муниципального статуса на севере канадской территории Юкон в 800 км к северу от Уайтхорса за Северным полярным кругом. Олд-Кроу расположен на равнинах Олд-Кроу на берегу реки Поркьюпайн. С ним нет постоянного автодорожного сообщения, временная зимняя трасса прокладывается не каждый год.

## История
Археологи полагают, что в районе Олд-Кроу проживали первые люди на Американском континенте, пришедшие туда из Азии по Берингову перешейку. История обитания людей в этой области насчитывает 15 тысяч лет. Область берёт своё название от вождя общины Вунтут-Гвичин по имени «Deetru` K`avihdik», что означает «ворон, который может гулять» (англ. Crow May I Walk). После смерти вождя в 1870-х годах его община назвала реку, гору и всю область вокруг в его честь.
Постоянное поселение было основано в 1950-х годах, после строительства школы и магазина.

## Население
В Олд-Кроу проживают преимущественно индейцы общины Вунтут-Гвичин, которые занимаются традиционными охотой и рыболовством. По последней переписи населения численность населения Олд-Кроу составляет 253 человека, что на 15,4 % меньше показателей 2001 года.
Олд-Кроу расположен на границе национального парка Вунтут, основанного в 1995 году по соглашению с индейцами общины. В поселении расположены офисы королевской канадской конной полиции, индейской общины, а также молодёжный и спортивный центры, гостиницы. Кроме того, в Олд-Кроу есть аэропорт.

## Климат
| Олд-Кроу: средние метеорологические показатели            |       |       |       |       |      |      |      |      |      |       |       |       |        |
| Месяц                                                     | Янв   | Фев   | Мар   | Апр   | Май  | Июн  | Июл  | Авг  | Сен  | Окт   | Ноя   | Дек   | За год |
| Средн. макс. °C                                           | -26.7 | -22.5 | -15.2 | -4.6  | 8.3  | 18.5 | 20.6 | 16.6 | 7.8  | -6.1  | -19.1 | -22.4 | -3.7   |
| Средн. мин. °C                                            | -35.7 | -32.5 | -28.1 | -17.6 | -3.3 | 6.2  | 8.6  | 5.3  | -1.5 | -13.2 | -27.5 | -31.7 | -14.3  |
| Осадки мм                                                 | 11.9  | 11.8  | 11.9  | 8.2   | 14.7 | 36.4 | 36   | 46.4 | 32   | 24.4  | 17.8  | 14    | 265.5  |
| Источник: Министерство окружающей среды Канады 2009-07-12 |       |       |       |       |      |      |      |      |      |       |       |       |        |